# Face Dances
Face Dances is een studio-Album van de Britse rockband The Who. Het album werd in 1981 uitgebracht door Warner Bros. Records.

## Geschiedenis
Het is het eerste album dat uitgegeven is met de nieuwe drummer van The Who Kenny Jones als volwaardig lid. Jones volgde in 1978 drummer Keith Moon op, die op 32-jarige leeftijd aan een overdosis alcohol en pillen in zijn slaap was overleden.
Hoewel veel fans het album bespotten, zei Roger Daltrey in een interview in 1994 dat hij het album wél goed vond. Recensenten zoals die van de The Boston Globe vonden dat het nieuwe album het beste album van The Who was sinds Quadrophenia, dat alweer uit 1973 stamde.
Het album kwam uiteindelijk op nummer 4 te staan in de hitlijsten in de Verenigde Staten, net onder de albums Paradise Theatre (Styx), Hi Infidelity (REO Speedwagon) en Dirty Deeds Done Dirt Cheap (AC/DC). In het Verenigd Koninkrijk kwam het album uiteindelijk op nummer 2 te staan: alleen King of the Wild Frontier van Adam & the Ants stond hoger.
Op de hoes van het album staan verschillende schilderijen van de bandleden. Deze afbeeldingen zijn geschilderd door verschillende Britse schilders en kunstenaars, die onder leiding stonden van Peter Blake, die voorheen ook al voor The Beatles de hoes van Sgt. Pepper's Lonely Hearts Club Band ontworpen had. De verschillende afbeeldingen van Face Dances waren afkomstig van onder anderen Tom Phillips, Richard Hamilton, Allen Jones, David Hockney, Clive Barker, R.B. Kitaj, Howard Hodgkin, Patrick Caulfield en Peter Blake zelf.

## Nummers
(Alle nummers zijn geschreven door Pete Townshend, tenzij aangegeven.)
| 1. "You Better You Bet" – 5:36 2. "Don't Let Go the Coat" – 3:43 3. "Cache Cache" – 3:57 4. "The Quiet One" (Entwistle) – 3:09 5. "Did You Steal My Money" – 4:10 6. "How Can You Do It Alone" – 5:26 7. "Daily Records" – 3:27 8. "You" (Entwistle) – 4:30 9. "Another Tricky Day" – 4:55 | 1. "I Like Nightmares" – 3:09 2. "It's in You" – 4:59 3. "Somebody Saved Me" – 5:31 4. "How Can You Do It Alone" – 5:24 (Liveoptreden op 8 december 1979 in het Chicago International Amphitheater) 5. "The Quiet One*" (Entwistle) – 4:28 (Live-optreden op 13 oktober 1982 in het Shea Stadium) |

## Bezetting
- Roger Daltrey - zang, mondharmonica
- Pete Townshend - gitaar, keyboard en zang
- John Entwistle - basgitaar, keyboard en zang
- Kenney Jones - drums

## Productie-team
- Allen Balzak - engineer
- Chris Charlesworth - executive producer
- Bill Curbishley - executive producer
- Ted Jensen & Greg Fulginiti - mastering
- Bob Ludwig - remastering
- Jimmy Patterson - assistent-technicus
- Teri Reed - assistant-technicus
- Robert Rosenberg - executive producer
- Bill Szymczyk - producent, technicus

## Albumontwerp
- Michael Andrews - schilderijen
- Brian Aris - fotografie
- Clive Barker - schilderijen, fotografie
- Peter Blake - albumhoesontwerp, concept, schilderijen
- Patrick Caulfield - schilderijen
- Gavin Cochraine - fotografie
- Richard Hamilton - schilderijen
- David Hockney - schilderijen
- Howard Hodgkin - schilderijen
- David Inshaw - schilderijen
- Bill Jacklin - schilderijen
- Allen Jones - schilderijen
- R.B. Kitaj - schilderijen
- Tom Phillips - schilderijen
- Patrick Procktor - schilderijen
- Colin Self - schilderijen
- Joe Tilson - schilderijen
- David Tindle - schilderijen